# Роозалу, Рольф
Рольф Роозалу, известный также как Rolf Junior (эст. Rolf Roosalu, род. 18 января 1982 года в г. Тарту, Эстония) — эстонский певец и автор песен, участвующий в ряде мюзиклов. Представлял Эстонию на конкурсе песни Евровидение шесть раз (2008—2013), в 2018 году принимал участие в национальном конкурсе «Eesti Laul 2018». В 2010 году он на конкурсе песни Евровидение 2010 в Осло объявлял результаты голосования Эстонии. В 2013 году он также объявлял результаты голосования Эстонии на конкурсе песни Евровидение 2013 в Мальмё.

## Музыкальная карьера
Синглы:
2006
- Fame
- Amberstar
- Tuhkatriinu
- Cats, Andrew Lloyd Webber мюзикл
- West Side Story

2004
- Starlight Cabaret,
- Vampiiride Tants
- Öölaps

2003
- Kaks takti ette
- The Caribbean Moods
- Miss Saigon
- The Greatest Love Stories,
- Summertime
- Estvocal
- Euro Hit

2002
- Raimond Valgre Festival
- Fizz Superstar (ТВ-шоу талантов)
- Laulatus

1998
- Pokumäng

1995
- Don Quijote
- Kaval-Ants ja Vanapagan

1993
- Oliver!